# Le Chemin (Franciaország)
Le Chemin település Franciaországban, Marne megyében. Lakosainak száma 62 fő (2022. január 1.). Le Chemin Éclaires, Passavant-en-Argonne, Sivry-Ante, Le Vieil-Dampierre és Villers-en-Argonne községekkel határos.

## Népesség
A település népességének változása:
| Lakosok száma | 86   | 51   | 50   | 37   | 61   | 53   | 50   | 56   | 59   | 62   |
|               | 1968 | 1982 | 1990 | 2006 | 2013 | 2015 | 2017 | 2019 | 2020 | 2022 |